# Allseas
Allseas ist ein Schweizer Unternehmen, welches im Legen von Offshore-Pipelines und der Installation und Demontage von Offshore-Bauwerken tätig ist. Das Unternehmen hat seinen Sitz in Châtel-Saint-Denis, Kanton Freiburg.

## Geschichte
Nach dem Tod von Pieter Schelte Heerema, dem Gründer von Heerema Marine Contractors, im Jahr 1981 hinterliess er seine Firma seinen fünf Söhnen Edward, Ruurd, Pieter, Hugo und Erik. Es folgte eine lange juristische Auseinandersetzung zwischen den Brüdern, worauf Edward Heerema im Januar 1985 Allseas als Subsea Engineering gründete. Das Unternehmen wurde später in Allseas Engineering umbenannt.
Bereits im Juli 1985 wurde die Natalie Bolten gekauft, aus der das erste Rohrlegeschiff mit einem System zur dynamischen Positionierung entstehen sollte. Das Schiff wurde als Lorelay im April 1986 getauft und führte die ersten Projekte in der Nordsee durch. Ebenfalls im Jahr 1985 begann man mit der Konstruktion des Digging Donald, einer Maschine, um Unterwassergräben zur Verlegung von Pipelines zu graben.

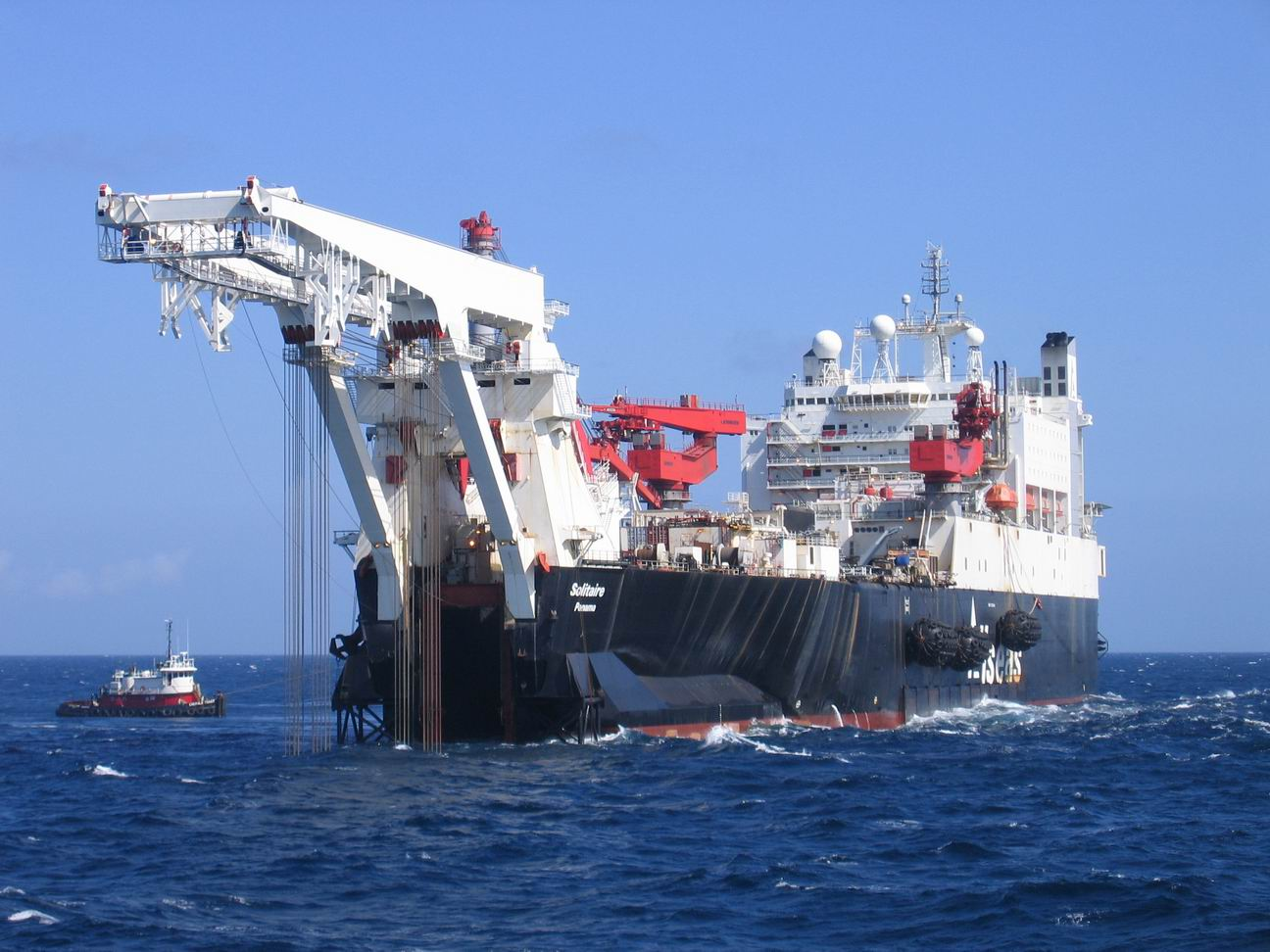
Rohrleger Solitaire

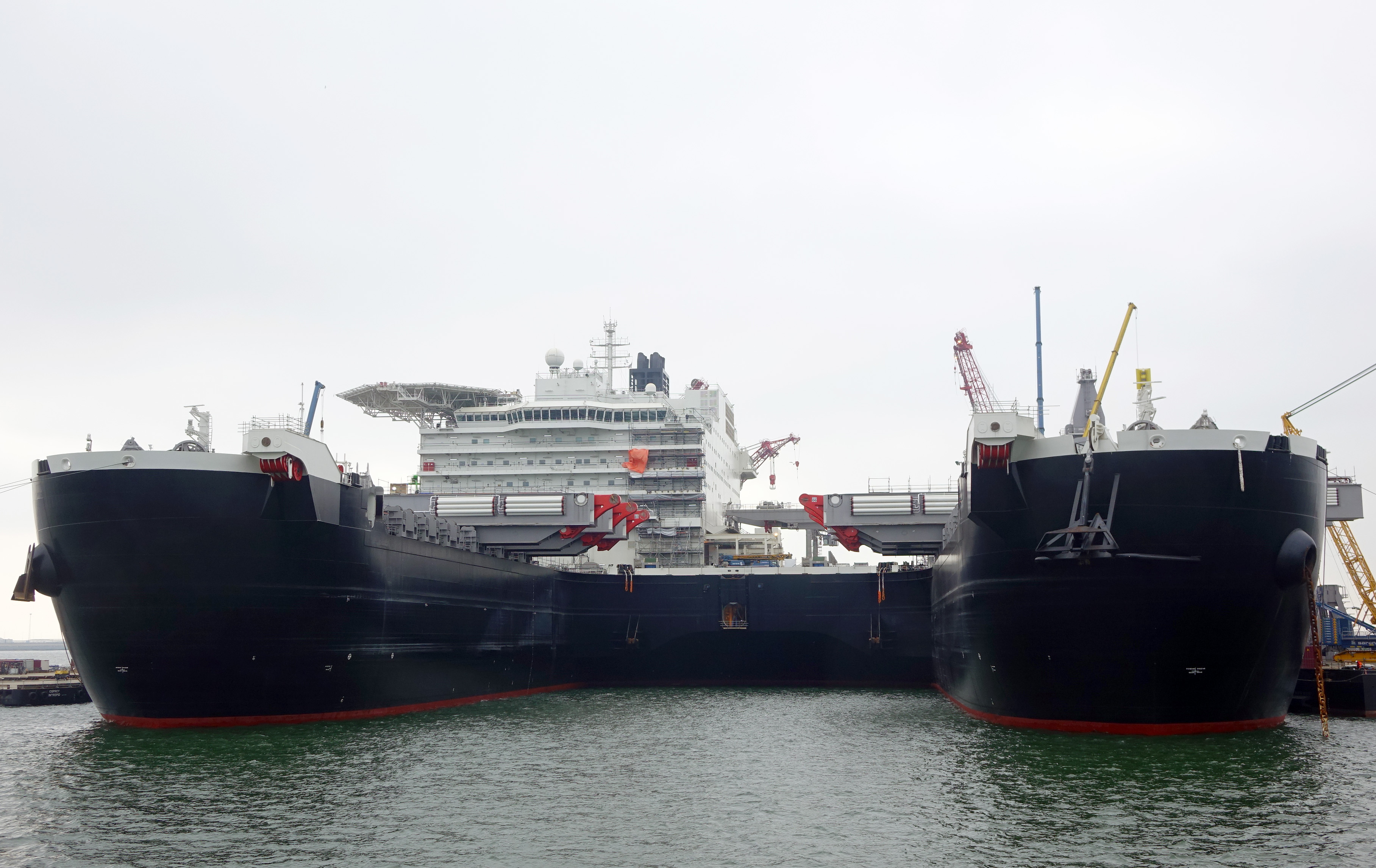
Pioneering Spirit

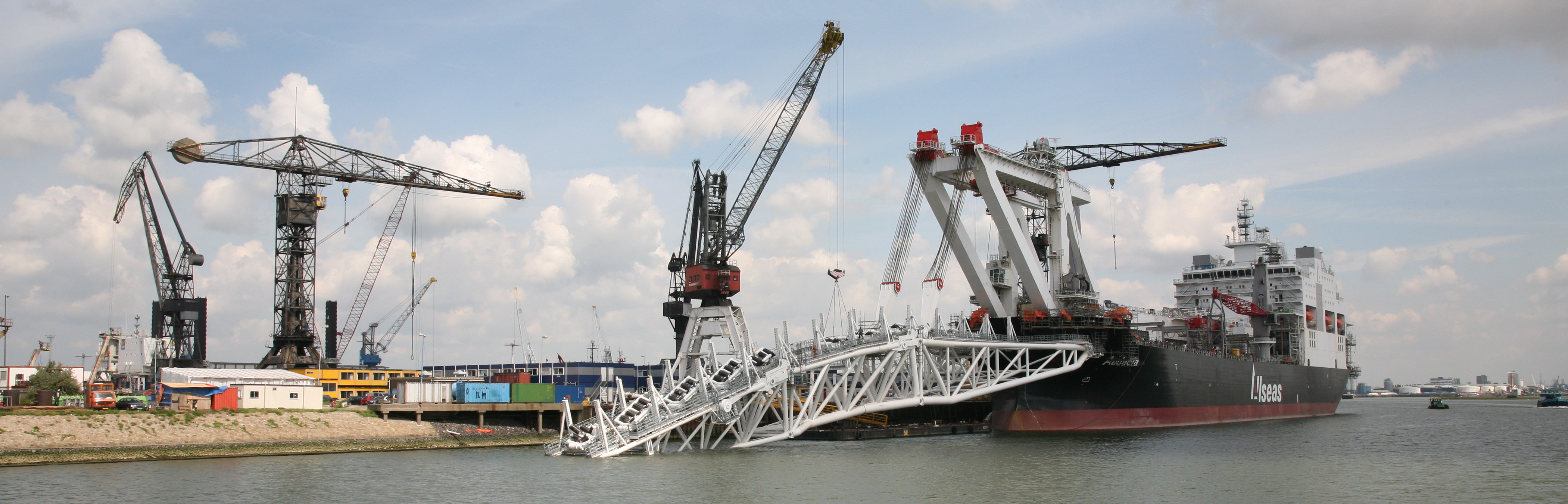
Audacia

Im Jahr 1998 wurde die Solitaire, das seinerzeit grösste und leistungsfähigste Rohrlegeschiff der Welt, in Betrieb genommen. Sie entstand durch den Totalumbau des Massengutfrachters Trentwood, den Allseas Anfang der 1990er-Jahre erworben hatte.
2002 wurde der im Jahr 2001 begonnene Umbau der Tog Mor, welche 1997 von Allseas erworben wurde, abgeschlossen. Das Schiff ist mit einem Tiefgang von nur 2 m in der Lage, in seichten Gewässern Pipelines zu legen.
Bereits im Jahr 1987 wurde mit der Planung der Pioneering Spirit gestartet. Die Planung sah zuerst die Verbindung von zwei Supertankern zu einem riesigen Arbeitsschiff vor. 1999 wurde zur Vorführung des Projektes Excalibur Engineering gegründet. Im Laufe der Planung wurde das Schiffsdesign und die Arbeitsweise mehrmals angepasst. So wuchs die Schifflänge auf 384 m und der Hubmechanismus für Plattformen wurde in ein Kippverfahren geändert.
Mit Ende des Jahres 2004 hatte Allseas über 10'000 km Pipelines verlegt und mehr als 2800 km Gräben erstellt.

## Schiffe und Ausrüstung
Allseas betreibt derzeit eine Flotte von elf Spezialschiffen: Das Arbeitsschiff Pioneering Spirit, die drei Rohrleger Solitaire, Audacia und Lorelay, den Verlegekahn Tog Mor und das Unterstützungsschiff Calamity Jane, das auch zur Vorbereitung von Verlegegräben für Pipelines verwendet wird, sowie weitere Offshore-Konstruktions- und Unterstützungsschiffe. Die drei Rohrleger sind alle mit Systemen zur dynamischen Positionierung ausgestattet.
Mit der Solitaire befindet sich seit den 1990ern das damals grösste und leistungsfähigste Rohrlegeschiff der Welt im Eigentum von Allseas. Es wurde durch die noch grössere Pioneering Spirit (damals noch Pieter Schelte) ergänzt. Dieses Schiff wurde in der zweiten Hälfte des Jahres 2014 geliefert. Bis 2020[veraltet] soll ein weiteres Schiff der gleichen Bauart gebaut werden, allerdings soll es die Pioneering Spirit an Grösse und Leistungsfähigkeit noch übertreffen.[veraltet]

## Bekannte Projekte
Die Solitaire war 2006 zusammen mit der Saipem 7000 am c-Projekt beteiligt, der damals längsten Unterwasserpipeline der Welt. Diese Pipeline verbindet die Gasfelder Ormen Lange vor Norwegen und Sleipner in der Nordsee mit dem Gasterminal Easington in East Riding of Yorkshire im Vereinigten Königreich. Anfang der 2010er-Jahre beteiligte Allseas sich mit der Solitaire an der Verlegung der Gaspipeline des Nord-Stream-Projektes durch die Ostsee. Bei der Verlegung kamen auch die Rohrleger Castoro Sei und Castoro 10 des Mitbewerbers Saipem zum Einsatz. Mit ihrer Fertigstellung übernahm die Pipeline den Titel der längsten Unterwasserpipeline der Welt von der Langled-Pipeline.
Die Schiffe Pioneering Spirit, Solitaire und Audacia waren seit Dezember 2018 an der Verlegung der Nord-Stream-2-Pipeline durch die Ostsee beteiligt. Im Dezember 2019 stellte das Unternehmen seine Arbeiten an der Pipeline ein, nachdem ein Drohbrief von US-amerikanischen Parlamentariern eingegangen war.